# Equidade intergeracional

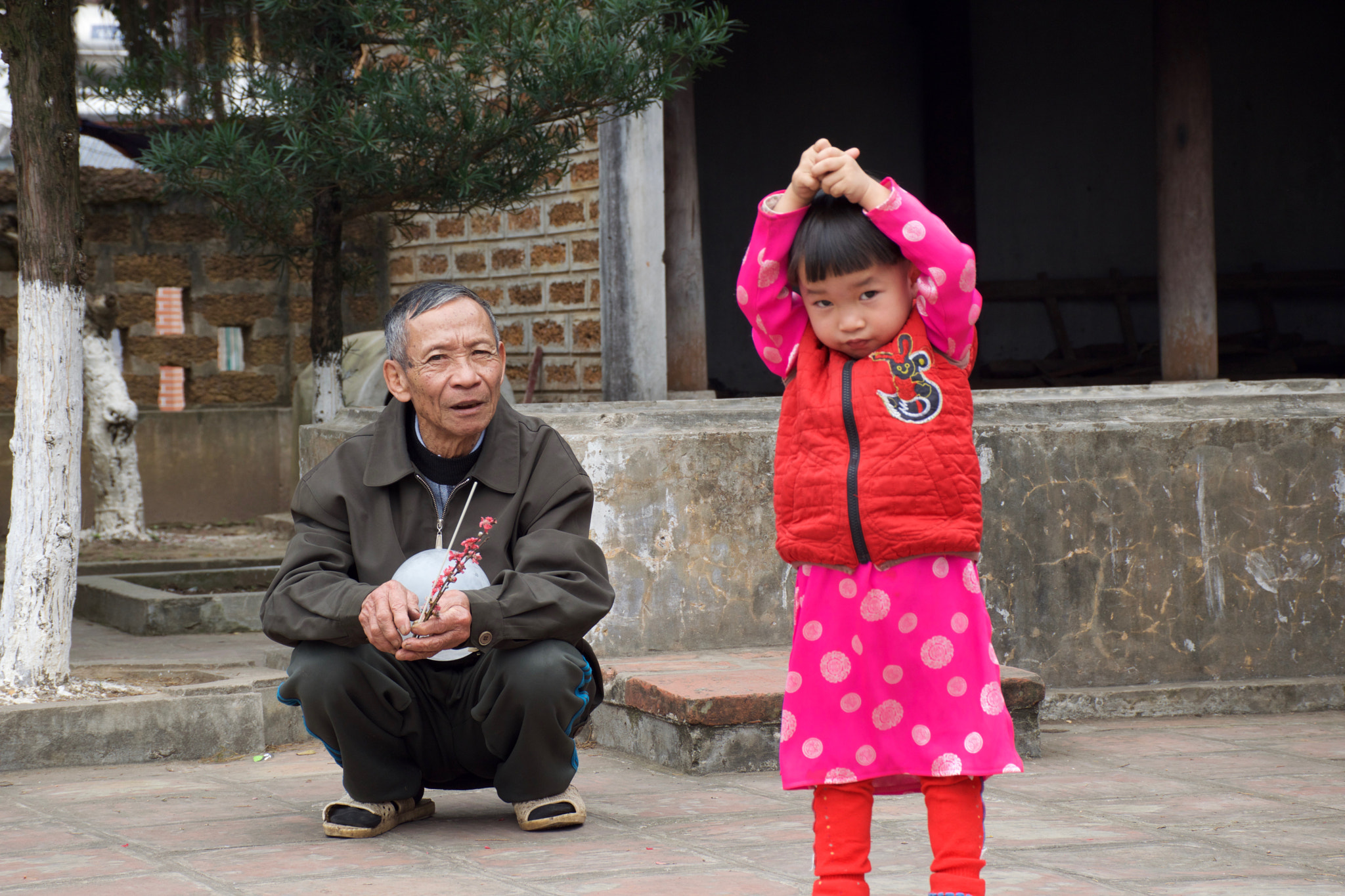
Avô e neta

A Dívida Nacional dos EUA é frequentemente citada como um exemplo de desigualdade intergeracional, pois as gerações futuras terão a responsabilidade de pagá-la. A Dívida Nacional dos EUA cresceu substancialmente nas últimas décadas. Em relação ao PIB total, o peso da dívida piorou nos últimos anos.

A equidade intergeracional em contextos econômicos, psicológicos e sociológicos é a ideia de equidade ou justiça entre gerações. O conceito pode ser aplicado à justiça na dinâmica entre crianças, jovens, adultos e idosos. Também pode ser aplicado à justiça entre as gerações que vivem atualmente e as gerações futuras.
As conversas sobre equidade intergeracional ocorrem em vários campos. É frequentemente discutido na economia pública, especialmente no que diz respeito à economia de transição, política social e elaboração do orçamento do governo. Muitos citam a crescente dívida nacional dos EUA como um exemplo de desigualdade intergeracional, pois as gerações futuras arcarão com as consequências. A equidade intergeracional também é explorada em questões ambientais, incluindo desenvolvimento sustentável, e mudanças climáticas. O esgotamento contínuo dos recursos naturais que ocorreu no século passado provavelmente será um fardo significativo para as gerações futuras. A equidade intergeracional também é discutida no que diz respeito aos padrões de vida, especificamente sobre as iniquidades nos padrões de vida vivenciados por pessoas de diferentes idades e gerações. Questões de equidade intergeracional também surgem nas áreas de cuidado de idosos e justiça social.

## Uso da economia pública

### História
Desde a primeira emissão de dívida registrada na Suméria em 1796 a.C., uma das penalidades por não pagar um empréstimo tem sido a servidão por dívida. Em alguns casos, esse pagamento da dívida financeira com trabalho incluía os filhos do devedor, condenando essencialmente a família devedora à escravidão perpétua. Cerca de um milênio depois que os contratos de dívida escritos foram criados, o conceito de perdão da dívida aparece no Antigo Testamento, chamado Jubileu ( Levítico 25), e na lei grega quando Sólon introduz Seisachtheia. Ambos os exemplos históricos de perdão de dívidas envolveram a libertação de crianças da escravidão causada pela dívida de seus pais.
Embora a escravidão seja ilegal em todos os países hoje, a Coréia do Norte tem uma política chamada "Três Gerações de Punição" que foi documentada por Shin Dong-hyuk e usada como exemplo de punição de crianças pelos erros dos pais. Stanley Druckenmiller e Geoffrey Canada aplicaram este conceito (chamando-o de "Geracional Theft" - Roubo Geracional em português) ao grande aumento da dívida do governo deixado pelos Baby Boomers para seus filhos.

### Gestão de Investimentos
No contexto da gestão de investimentos institucionais, a equidade intergeracional é o princípio de que a taxa de gastos de uma instituição dotada não deve exceder sua taxa de retorno composto após a inflação, de modo que os ganhos de investimento sejam gastos igualmente nos constituintes atuais e futuros dos ativos dotados. Este conceito foi originalmente estabelecido em 1974 pelo economista James Tobin, que escreveu que "Os administradores de instituições dotadas são os guardiões do futuro contra as reivindicações do presente. Sua tarefa na gestão da doação é preservar a equidade entre as gerações."
Num contexto económico a equidade intergeracional refere-se à relação que uma determinada família tem com os recursos. Um exemplo são os civis que vivem na floresta em Papua Nova Guiné, que por gerações vivem em uma certa parte da floresta que se torna sua terra. A população adulta vende as árvores por óleo de palma para ganhar dinheiro. Se eles não conseguirem fazer um desenvolvimento sustentável na gestão de seus recursos, suas próximas ou futuras gerações perderão esse recurso.

### Dívida nacional dos EUA
Um debate sobre a dívida nacional diz respeito à equidade intergeracional. Se uma geração está recebendo o benefício de programas governamentais ou emprego que é possibilitado por gastos deficitários e acumulação de dívidas, até que ponto a dívida mais alta resultante impõe riscos e custos às gerações futuras? Há vários fatores a serem considerados:
- Para cada dólar de dívida em poder do público, há uma obrigação do governo (geralmente títulos do Tesouro negociáveis) contabilizado como ativo pelos investidores. As gerações futuras se beneficiam na medida em que esses ativos são repassados a elas, o que por definição deve corresponder ao nível de endividamento repassado;[14]
- em 2010, aproximadamente 72% dos ativos financeiros eram detidos pelos 5% mais ricos da população.[15] Isso apresenta uma questão de distribuição de riqueza e renda, pois apenas uma fração das pessoas nas gerações futuras receberá principal ou juros de investimentos relacionados à dívida contraída hoje;
- na medida em que a dívida dos EUA é devida a investidores estrangeiros (aproximadamente metade da "dívida detida pelo público" durante 2012), o principal e os juros não são recebidos diretamente pelos herdeiros dos EUA;[14]
- níveis mais altos de dívida implicam em pagamentos de juros mais altos, o que gera custos para os futuros contribuintes (por exemplo, impostos mais altos, benefícios governamentais mais baixos, inflação mais alta ou risco aumentado de crise fiscal);[16]
- na medida em que os fundos emprestados são investidos hoje para melhorar a produtividade a longo prazo da economia e de seus trabalhadores, como por meio de projetos de infraestrutura úteis, as gerações futuras podem se beneficiar;[17]
- para cada dólar de dívida intragovernamental, há uma obrigação para destinatários específicos do programa, geralmente títulos não negociáveis, como os mantidos no Fundo Fiduciário da Previdência Social. Ajustes que reduzam déficits futuros nesses programas também podem aplicar custos às gerações futuras, por meio de impostos mais altos ou gastos com programas mais baixos.

O economista Paul Krugman escreveu em março de 2013 que, ao negligenciar o investimento público e não criar empregos, estamos causando muito mais danos às gerações futuras do que simplesmente repassar dívidas: "A política fiscal é, de fato, uma questão moral, e devemos nos envergonhar de o que estamos fazendo com as perspectivas econômicas da próxima geração. Mas nosso pecado envolve investir muito pouco, não tomar muito emprestado." Os trabalhadores jovens enfrentam alto desemprego e estudos mostraram que sua renda pode ficar atrasada ao longo de suas carreiras como resultado. Os empregos dos professores foram cortados, o que poderia afetar a qualidade da educação e a competitividade dos americanos mais jovens.
A política australiana Christine Milne fez declarações semelhantes na preparação para a Lei de Revogação do Preço do Carbono de 2014, nomeando o Partido Nacional Liberal (eleito para o parlamento em 2013) e inerentemente seus ministros, como ladrões intergeracionais; sua declaração foi baseada nas tentativas do partido de reverter a política de imposto progressivo sobre o carbono e o impacto que isso teria na equidade intergeracional das gerações futuras.

### Segurança Social dos EUA
O sistema de Seguridade Social dos EUA proporcionou um benefício líquido maior para aqueles que alcançaram a aposentadoria mais próximo da primeira implementação do sistema. O sistema não é financiado, ou seja, os idosos que se aposentaram logo após a implantação do sistema não pagaram nenhum imposto ao sistema previdenciário, mas colheram os benefícios. O professor Michael Doran estima que as coortes nascidas antes de 1938 receberão mais em benefícios do que pagam em impostos, enquanto o inverso é verdadeiro para as coortes nascidas depois. Além disso, que a insolvência de longo prazo da Previdência Social provavelmente levará a mais transferências intergeracionais. No entanto, Broad admite que outros benefícios foram introduzidos na sociedade dos EUA através do sistema de bem-estar social, como Medicare e pesquisas médicas financiadas pelo governo, que beneficiam grupos de idosos atuais e futuros.

## Uso ambiental

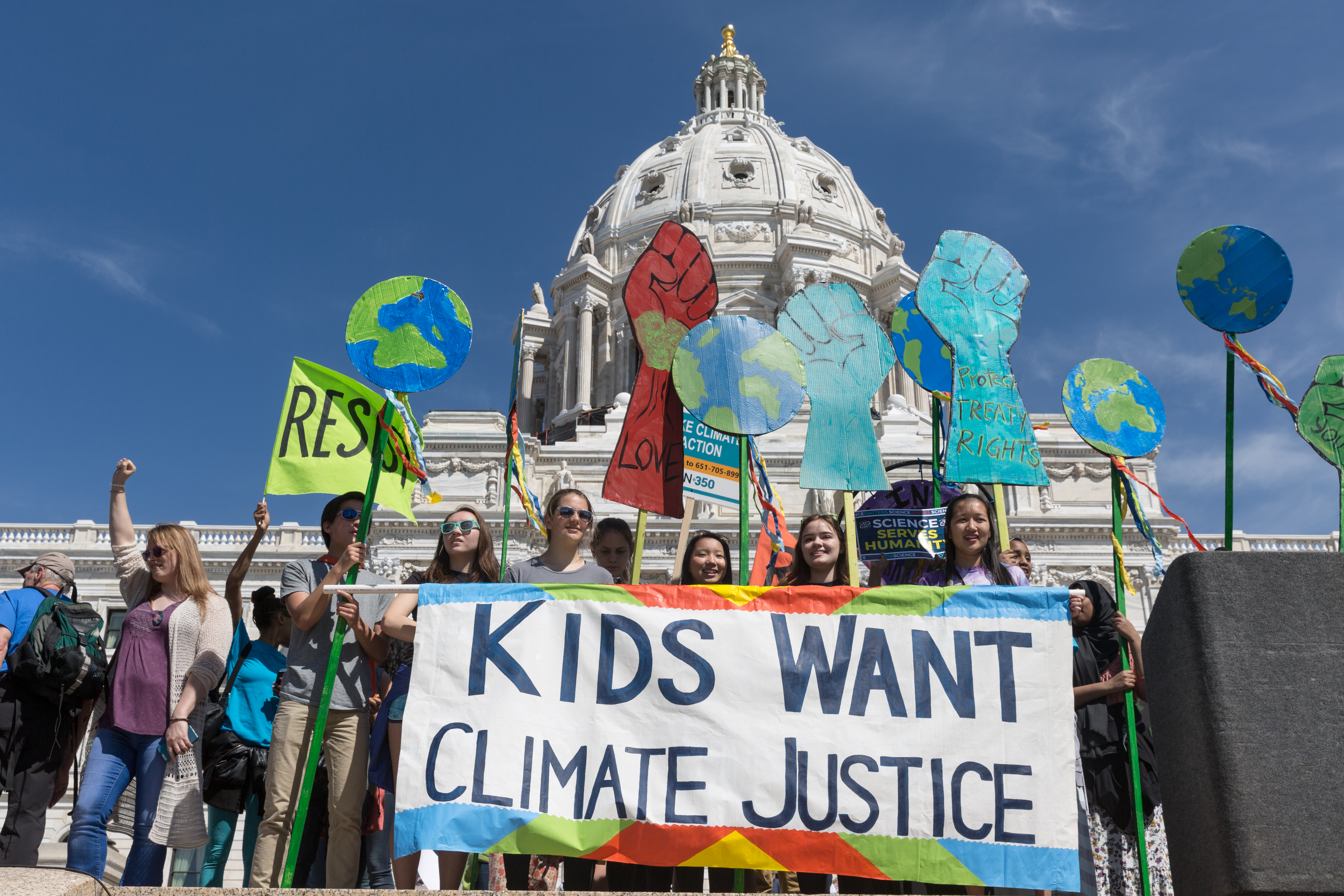
O aquecimento global é um exemplo de desigualdade intergeracional, veja justiça climática.

A equidade intergeracional é muitas vezes referida em contextos ambientais, uma vez que as faixas etárias mais jovens experimentarão desproporcionalmente as consequências negativas dos danos ambientais. Por exemplo, estima-se que as crianças nascidas em 2020 (p. A " Geração Alfa ") experimentará de 2 a 7 eventos climáticos extremos ao longo de suas vidas, particularmente ondas de calor, em comparação com pessoas nascidas em 1960, sob as atuais promessas da política climática. Além disso, em média,os idosos desempenharam "um papel de liderança no aumento das emissões de GEE na última década e estão a caminho de se tornar o maior contribuinte" devido a fatores como transição demográfica ,baixa preocupação informada sobre as mudanças climáticas e altos gastos com produtos intensivos em carbono, como energia, que é usada, por exemplo, para aquecimento de salas e transporte privado.

### Perspectivas éticas sobre a melhoria
Duas perspectivas foram propostas sobre o que deve ser feito para melhorar a equidade ambiental intergeracional: a perspectiva da "sustentabilidade fraca " e a perspectiva da "sustentabilidade forte". Da perspectiva "fraca", a equidade intergeracional seria alcançada se as perdas para o meio ambiente que as gerações futuras enfrentariam fossem compensadas por ganhos no progresso econômico (conforme medido por mecanismos/métricas contemporâneas). Da perspectiva "forte", nenhum progresso econômico (ou medido por métricas contemporâneas) pode justificar deixar as gerações futuras com um ambiente degradado. Segundo a professora Sharon Beder, a perspectiva "fraca" é prejudicada pela falta de conhecimento do futuro, pois não sabemos quais recursos intrinsecamente valiosos não poderão ser substituídos pela tecnologia. Também não sabemos até que ponto os danos ambientais são irreversíveis. Além disso, mais danos não podem ser evitados a muitas espécies de plantas e animais.
Outros estudiosos contestam o ponto de vista de Beder. O professor Wilfred Beckerman insiste que a "sustentabilidade forte" é "moralmente repugnante", particularmente quando se sobrepõe a outras preocupações morais sobre os que vivem hoje. Beckerman insiste que a escolha ideal para a sociedade é priorizar o bem-estar das gerações atuais – embora, dependendo, por exemplo, da expectativa de vida, elas também sejam afetadas pela insustentabilidade – acima das gerações futuras. Ele sugere colocar uma taxa de desconto nos resultados para as gerações futuras ao contabilizar a equidade geracional. Beckerman é amplamente criticado por Brian Barry e Nicholas Vrousalis.
Outros ainda criticaram os fundamentos economicistas dos debates ambientais sobre equidade intergeracional e longo prazo. Por exemplo, o antropólogo Vincent Ialenti pediu um "longtermismo mais texturizado, multifacetado e multidimensional que desafie os silos de informação insulares e as câmaras de eco disciplinares".

### Processo relacionado ao clima
Em setembro de 2015, um grupo de jovens ativistas ambientais entrou com uma ação contra o governo federal dos EUA por proteção insuficiente contra as mudanças climáticas: Juliana v. Estados Unidos. Sua declaração enfatizou o custo desproporcional dos danos relacionados ao clima que as gerações mais jovens suportariam: “Os Youth Plaintiffs representam a geração viva mais jovem, beneficiária da confiança pública. Os Youth Plaintiffs têm um interesse substancial, direto e imediato em proteger a atmosfera, outros recursos naturais vitais, sua qualidade de vida, seus interesses de propriedade e suas liberdades. Eles também têm interesse em garantir que o sistema climático permaneça estável o suficiente para garantir seus direitos constitucionais à vida, liberdade e propriedade, direitos que dependem de um futuro habitável”. Em novembro de 2016, o caso foi autorizado a ir a julgamento depois que a juíza do Tribunal Distrital dos EUA, Ann Aiken, negou a moção do governo federal para arquivar o caso. Em sua opinião e ordem, ela disse: "Exercendo meu 'julgamento racional', não tenho dúvidas de que o direito a um sistema climático capaz de sustentar a vida humana é fundamental para uma sociedade livre e ordenada". Em abril de 2017, o julgamento foi suspenso. A Corte de Apelações ouviu alegações orais sobre a suspensão em novembro de 2017 e espera-se uma decisão em fevereiro de 2018.

## Padrões de uso de vida
As discussões sobre a equidade intergeracional nos padrões de vida fazem referência às diferenças entre pessoas de diferentes idades ou de diferentes gerações. Duas perspectivas sobre a equidade intergeracional nos padrões de vida foram distinguidas por James Mahmud Rice, Temple e Peter McDonald. A primeira perspectiva - uma perspectiva "transversal" - concentra-se em como os padrões de vida em um determinado momento variam entre pessoas de diferentes idades. A questão relevante é o grau em que, em um determinado momento, pessoas de diferentes idades desfrutam de padrões de vida iguais. A segunda perspectiva – uma perspectiva de “coorte” – concentra-se em como os padrões de vida ao longo da vida variam entre pessoas de diferentes gerações. Para a equidade intergeracional, a questão relevante passa a ser o grau em que as pessoas de diferentes gerações desfrutam de padrões de vida iguais ao longo de suas vidas. Três indicadores de equidade intergeracional nos fluxos econômicos, como renda, foram propostos por d'Albis, Badji, El Mekkaoui e Navaux. O seu primeiro indicador tem origem numa perspetiva transversal e descreve a situação relativa de um grupo etário (aposentados) em relação à situação de outro grupo etário (jovens). Seu segundo indicador se origina de uma perspectiva de coorte e compara os padrões de vida de sucessivas gerações na mesma idade. O terceiro indicador de D'Albis, Badji, El Mekkaoui e Navaux é uma combinação dos dois critérios anteriores e é um indicador inter-idade e um indicador intergeracional.
Na Austrália, a igualdade foi alcançada nos padrões de vida, medidos pelo consumo, entre pessoas com idades entre 20 e 75 anos. No entanto, existem desigualdades substanciais entre as diferentes gerações, com as gerações mais velhas experimentando padrões de vida mais baixos em termos reais em idades específicas do que as gerações mais jovens. Uma maneira de ilustrar essas desigualdades é observar quanto tempo diferentes gerações levaram para atingir um nível de consumo de US$ 30.000 por ano (2009–10 dólares australianos). Em um extremo, as pessoas nascidas em 1935 atingiram esse nível de consumo quando tinham cerca de 50 anos de idade, em média. No outro extremo, os Millennials nascidos em 1995 atingiram esse nível de consumo por volta dos 10 anos de idade.
Considerações como essa levaram alguns estudiosos a argumentar que os padrões de vida tendem a aumentar de geração em geração na maioria dos países, à medida que o desenvolvimento e a tecnologia progrediram. Ao levar isso em consideração, as gerações mais jovens podem ter privilégios inerentes às gerações mais velhas, o que pode compensar a redistribuição de riqueza para as gerações mais velhas.

## Uso de cuidados de idosos
Alguns estudiosos consideram a decadência cultural da norma de filhos adultos cuidando de pais idosos como uma questão de equidade intergeracional. A geração mais velha tinha que cuidar de seus pais, assim como de seus próprios filhos, enquanto a geração mais nova deveria cuidar apenas de seus filhos. Isto é especialmente verdade em países com sistemas de segurança social fracos. O professor Sang-Hyop Lee descreve esse fenômeno na Coréia do Sul, explicando que os idosos atuais têm a maior taxa de pobreza entre qualquer país desenvolvido. Ele observa que é particularmente frustrante porque os idosos costumam investir muito na educação dos filhos e agora se sentem traídos.
Outros estudiosos expressam opiniões diferentes sobre qual geração é prejudicada pelo cuidado ao idoso. O professor Steven Wisensale descreve o fardo para os adultos em idade ativa nas economias desenvolvidas, que precisam cuidar de pais e parentes mais idosos por um longo período de tempo. Esse problema é agravado pelo crescente envolvimento das mulheres na força de trabalho e pela queda da taxa de fecundidade, deixando o ônus de cuidar dos pais, bem como tias, tios e avós, com menos filhos.

## Uso de justiça social
As conversas sobre equidade intergeracional também são relevantes para as arenas de justiça social, onde questões como assistência médica são tão importantes quanto os direitos dos jovens e a voz dos jovens é urgente. Há um forte interesse dentro da comunidade jurídica para a aplicação da equidade intergeracional no direito.

## Grupos de advocacia
Generation Squeeze é uma organização canadense sem fins lucrativos que defende a equidade intergeracional.